# Aristolochia labiata
Aristolochia labiata là một loài thực vật có hoa trong họ Aristolochiaceae. Loài này được Willd. mô tả khoa học đầu tiên năm 1809.